# Sauerland Open 2022
Il Sauerland Open 2022 è stato un torneo maschile di tennis professionistico. È stata la 2ª edizione del torneo, facente parte della categoria Challenger 80 nell'ambito dell'ATP Challenger Tour 2022, con un montepremi di 45 730 €. Si è svolto dal 27 giugno al 3 luglio 2022 sui campi in terra rossa del Lüdenscheider Tennis-Verein von 1899 di Lüdenscheid, in Germania.

## Partecipanti

### Teste di serie
| Nazionalità | Giocatore                     | Ranking* | Testa di serie |
| ----------- | ----------------------------- | -------- | -------------- |
| Cile        | Nicolás Jarry                 | 129      | 1              |
| Germania    | Mats Moraing                  | 142      | 2              |
| Francia     | Manuel Guinard                | 154      | 3              |
| Italia      | Marco Cecchinato              | 171      | 4              |
| Argentina   | Santiago Fa Rodríguez Taverna | 179      | 5              |
| Svizzera    | Dominic Stricker              | 188      | 6              |
| Uruguay     | Pablo Cuevas                  | 189      | 7              |
| Slovacchia  | Filip Horanský                | 195      | 8              |

* Ranking al 20 giugno 2022.

### Altri partecipanti
I seguenti giocatori hanno ricevuto una wild card per il tabellone principale:
- Rudolf Molleker
- Marko Topo
- Marcel Zielinski

I seguenti giocatori sono entrati in tabellone come alternate:
- Aleksej Vatutin
- Tobias Kamke
- David Ionel

I seguenti giocatori sono passati dalle qualificazioni:
- Bogdan Bobrov
- Jeremy Jahn
- Hamad Međedović
- Mohamed Safwat
- Timo Stodder
- Georgii Kravchenko

Il seguente giocatore è entrato in tabellone come lucky loser:
- Denis Yevseyev

## Campioni

### Singolare
Hamad Međedović ha sconfitto in finale  Zhang Zhizhen con il punteggio di 6–1, 6–2.

### Doppio
Robin Haase /  Sem Verbeek hanno sconfitto in finale  Fabian Fallert /  Hendrik Jebens con il punteggio di 6–2, 5–7, [10–3].